# Parc national André-Félix
Le parc national André-Félix est un parc national de la République centrafricaine, créé au lendemain de l'indépendance du pays en 1960 . Il borde la frontière soudanaise dans sa partie nord-est et couvre une surface de 1 700 km2. Il est contigu au parc national de Radom au Soudan.
Il abrite une savane boisée de type soudanien avec Bambousa, Isoberlinia et Terminalia.
Les principales espèces de sa faune rencontrées sont les autruches, les buffles, les crocodiles, les éléphants, les girafes, les hippopotames, les lions, les panthères, les phacochères...